# Кальеташ
Кальеташ (порт. Calhetas)  —  район (фрегезия) в Португалии,  входит в округ Азорские острова. Расположен на острове Сан-Мигел. Является составной частью муниципалитета  Рибейра-Гранде. Население составляет 780 человек на 2001 год. Занимает площадь 4,70 км².